# 提舎尼
提舎尼（だいしゃに、巴: pāṭidesanīya, パーティデーサニーヤ、梵: pratideśanīya, プラティデーシャニーヤ、悔過、波羅提提舎尼、波羅底提舎尼）とは、仏教の出家者（比丘・比丘尼）に課される戒律（具足戒）の内、食事などに関する軽微な禁戒の一種。比丘（男性出家者）には4条、比丘尼（女性出家者）には8条が課される。
他の1人の比丘に告白することで罪が成立すると同時に、許される。

## 比丘の四提舎尼
- 1.村中取非親尼食 - 村中の托鉢にて親類でない比丘尼から食を供養される。
- 2.受尼指授食 - 在家信徒による食事供養の場で比丘尼が配膳指図した食を受ける。
- 3.学家受食 - 学家（熱心な在家）に招待なく食を乞い受ける。
- 4.恐怖蘭若受食 - 危険な阿蘭若（郊外）で在家に運ばせた食を受ける。